# Iathrippa inerme
Iathrippa inerme là một loài chân đều trong họ Janiridae. Loài này được Haswell miêu tả khoa học năm 1881.